# Vallée du Benet
 (octobre 2013).
Si vous disposez d'ouvrages ou d'articles de référence ou si vous connaissez des sites web de qualité traitant du thème abordé ici, merci de compléter l'article en donnant les références utiles à sa vérifiabilité et en les liant à la section « Notes et références ».
La vallée du Benet est une vallée française située dans le Massif central où s'écoule la rivière Benet. Elle se trouve dans les monts du Cantal. Elle ne traverse qu'une seule commune, Albepierre-Bredons, dans le Cantal, en Auvergne-Rhône-Alpes.

## Géographie

### Topographie
S'étirant sur environ 9 km, la vallée du Benet va de 1 813 mètres à 927 mètres d'altitude.
La vallée du Benet démarre dans le cirque glaciaire de Chamalière, dans le massif cantalien, le plus grand volcan d'Europe, au regard du puy du Rocher, du rocher de la Sagne du Porc, de l'Aiguillon (1 665 m) et des rochers de Chamalière (1 641 m). Elle se caractérise par des versants abrupts ainsi qu'un aspect sombre que lui confère la forêt domaniale de Murat qui la couvre sur 3 kilomètres. À ses débuts, elle suit une orientation est puis une orientation nord-est au niveau du village d'Albepierre.

### Population
La population d'Albepierre-Bredons s'élève à 243 habitants. Mais la population de la vallée du Benet est en réalité beaucoup moins importante puisque seul le hameau de la Molède (1 234 m) est établi dans la vallée, les autres villages étant plutôt établis dans la vallée du Lagnon.

### Climat et végétation
La vallée du Benet possède un climat montagnard avec des hivers rudes fortement enneigés et d'importantes précipitations.
La végétation est également de type montagnard. En effet, on retrouve les étages montagnard (900-1 500 m) et subalpin (plus de 1 500 m) avec des plantes comme la gentiane jaune, l'anémone soufrée, etc.

## Économie
La principale activité de la vallée est la sylviculture avec l'exploitation de la forêt domaniale de Murat.
Le deuxième secteur est l'agriculture. L'élevage est prédominant grâce aux territoires d'estives. La vallée se trouve sur plusieurs zones d’appellation d'origine protégées : cantal, salers, bleu d'Auvergne et fourme d'Ambert.
Il y a une faible activité touristique puisque ce secteur est essentiellement concentré sur la station du Lioran dans la vallée voisine de l'Alagnon.